# Mostacillastrum sagittatum
Mostacillastrum sagittatum là một loài thực vật có hoa trong họ Cải. Loài này được (Hook. & Arn.) Al-Shehbaz mô tả khoa học đầu tiên năm 2006.